# Формування фітоценозу
Формування фітоценозу — процес заселення рослинами незайнятих територій, які можуть бути первинними або вторинними місцеперебуваннями. Первинне місцепроживання — ділянка території, де ніколи раніше не було рослинності (скельний осип, оголення торфу при розробці, прибережна мілина в заплаві і т д.)., вторинне — ділянка території, де раніше існувала рослинність, яка згодом була знищена природним впливом або в результаті діяльності людини. На вторинних місцепроживаннях у ґрунті завжди залишаються зачатки рослин, які полегшують процес відновлення рослинності (поклад, згарище та ін.). У ході процесів Ф. ф. відбувається переробка екотопу на біотоп, екотопічні форми відбору змінюються біотопічними (див. Відбір фітоценотичний). Існує кілька схем, що відбивають закономірності Ф. ф.
Найбільш поширені схеми О. П. Шеннікова і Клементса (англ. Clements). О. П. Шенніков виділяв наступні стадії: угруповання піонерні (початкова стадія Ф. ф на нових місцях проживання за відсутності між популяціями рослин істотних взаємовпливів), співтовариство групово-зарослеве (перша стадія Ф. ф, коли зростання його компонентів носить характер куртин і латок; широко представлені на перших стадіях заселення покладу) і спільноти дифузні (в ході відновної сукцесії ці спільноти замінюють групово-зарослеві; дифузні спільноти відрізняються більш-менш гомогенним розподілом популяцій).
Ф. Клементс розрізняв наступні фази: розселення (еміграція) — витіснення із зайнятої території, імміграція — виселення на вже зайняту територію, міграція — періодичний відступ та повернення на дану територію), ецезис (проростання і вкорінення проростків), агрегацію (утворення груп потомства навколо материнських особин), реакція (вплив видів біоценозу на середовище), конкуренція, інвазія (впровадження рослин з однієї групи видів, що розселилися, в іншу, ослаблену конкуренцією), стабілізація. Так, розглядаючи особливості формування агрофітоценозів, Клементс підкреслював, що у них людина викликає міграцію, регулює реакцію і конкуренцію, що в кінцевому підсумку не дозволяє повністю проявитися процесу стабілізації.